# Global Shell Games
Global Shell Games è un libro del 2014 scritto da Michael G. Findley, Daniel L. Nielson e J. C. Sharman. È incentrato sulle cosiddette "shell companies", cioè società aperte all'estero che garantiscono anonimato e copertura per evasori fiscali, trafficanti di droga e armi nonché terroristi.

## Contenuto
Nel corso del libro vengono delineati i metodi nonché i risultati di uno studio condotto per via semisperimentale con la tecnica chiamata nel libro "Experimental science of tansnational relations" (abbreviata come "Experimental TR"). Tale tecnica in sostanza studia gli effetti di fattori internazionali (ad esempio, le convenzioni internazionali e loro messa in pratica, l'istituzione di organizzazioni internazionali come il FATF, ecc.) su persone, società e organizzazioni.
Lo studio sulle shell companies è stato condotto inviando richieste di apertura di shell companies ai cosiddetti Corporate Service Providers (CSPs), cioè intermediari che offrono servizi di apertura di shell companies anonime all'estero nonché di conti bancari collegati alle stesse.  Basandosi sulle tecniche di conduzione di esperimenti scientifici, gli autori esaminano, tra le altre cose, i vari fattori che influenzano se e in che misura i CSPs accettano il rischio di coprire attività illecite come ad esempio il traffico di droga o armi o il terrorismo.
Tra i risultati sicuramente più noti di questo studio è che, all'epoca in cui è stato effettuato lo studio sperimentale in questione, è stata "paradossalmente" registrata una maggiore compliance con la normativa internazionale antiriciclaggio dei paesi in via di sviluppo e dei cosiddetti paradisi fiscali, mentre meno aderenti alla normativa sono risultati i CSPs di paesi aderenti all'OCSE.